# George Constantine
George Constantine (Southbridge, Massachusetts, 1918. február 22. – Worcester megye, Massachusetts, 1968. január 7.) amerikai autóversenyző.

## Pályafutása
1959-ben részt vett a Formula–1-es világbajnokság amerikai versenyén. A futamot a tizenötödik rajthelyről kezdte meg, majd öt kör megtétele után kiesett.

## Eredményei

### Teljes Formula–1-es eredménylistája
(Táblázat értelmezése)

(Félkövér: pole-pozícióból indult; dőlt: leggyorsabb kört futott) 

| Év   | Csapat      | Modell     | Motor           | 1   | 2   | 3   | 4   | 5   | 6   | 7   | 8   | 9      | Helyezés | Pont |
| ---- | ----------- | ---------- | --------------- | --- | --- | --- | --- | --- | --- | --- | --- | ------ | -------- | ---- |
| 1959 | Mike Taylor | Cooper T45 | Coventry Climax | MON | 500 | NED | FRA | GBR | GER | POR | ITA | USA Ki | -        | 0    |